# Isla Tova
La isla Tova es una isla marítima deshabitada de la Argentina ubicada en el Departamento Florentino Ameghino de la Provincia del Chubut, cuya superficie es de unos 15 km cuadrados y 6 km de longitud. Se halla en el mar Argentino al suroeste de bahía Melo en el extremo norte del golfo San Jorge.

## Características

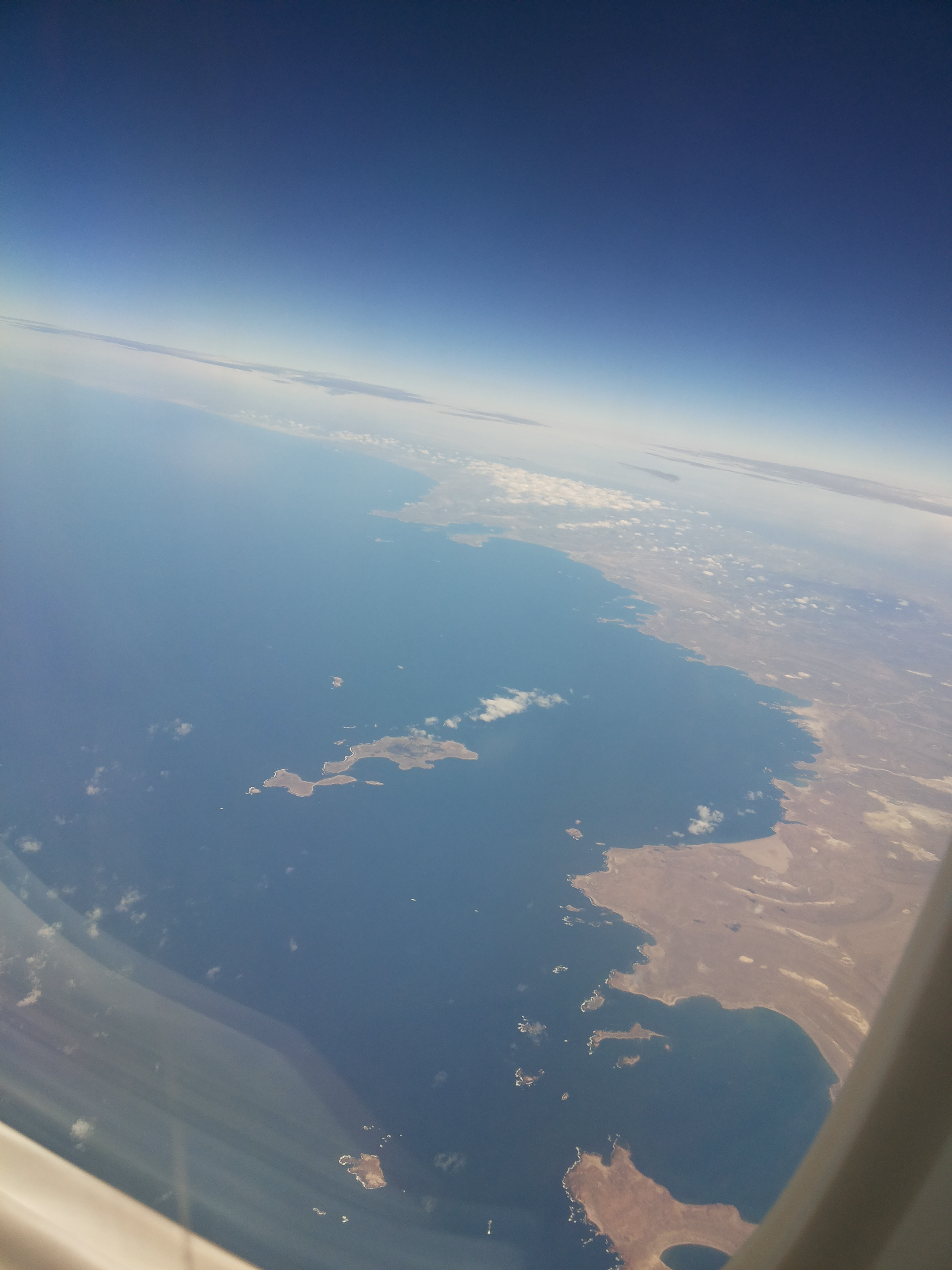
Las islas Tova y Tovita con la bahía Melo en el extremo inferior derecho.

La isla Tova forma parte de un pequeño archipiélago ubicado a 5 km al sur de bahía Melo que también lo integran la isla Tovita (ambas quedan unidas con marea baja), la isla Sur, la isla Este, la isla Gaviota, los islotes Goëland, islote Gran Robredo, islote Pequeño Robredo, y varios otros islotes y rocas.
Su altura máxima no supera los 29 m, siendo una isla pedregosa, de playas rocosas y restingas costeras. En esta isla existían guaneras que fueron explotadas comercialmente hasta principios de la década de 1990. En el pasado la isla fue utilizada por algueros, quienes dejaron abandonadas varias edificaciones en la isla.
Las islas a pesar de estar deshabitadas tuvieron una serie de ocupaciones humanas desde el siglo XIX, que van desde asentamientos franceses e ingleses, hasta personal de la Armada y algueros. Como vestigio de esta ocupación humana prevalecen como fauna feral conejos, ratas de ciudad  y 10 gatos salvajes que interactúan con la fauna silvestre propia de las islas. En cuanto al origen de los conejos, estos tenían la finalidad de ser criados para alimentación de las colonias de alguero, cuando los humanos abandonaron el lugar dejaron a varios que pudieron prosperar. Mientras que las ratas llegaron en los barcos de los colonos europeos. Con respecto de los gatos salvajes estos basan su dieta principalmente en cuises y, en menor medida, en conejos, lagartijas, pingüinos (posiblemente cadáveres) y otras aves. Los científicos tratan de determinar como sobreviven estos animales introducidos al estar las islas desprovistas de agua dulce. Se especula que los animales viven de los charcos dejados por las lluvias o la humedad que reciben de sus presas.
En 2008 se creó el Parque Interjurisdiccional Marino Costero Patagonia Austral, el cual incluye a la isla Tova.
El 22 de mayo de 2023 se procedió a la limpieza de todos los residuos plásticos de las Islas Tova y Tovita. En un gran esfuerzo de colaboración entre Parques Nacionales; Fauna, Defensa Civl y Pesca de la Provincia de Chubut, y la empresa pesquera Conarpesa (que aporto un barco pesquero), el Banco de Plásticos (que aportó 3 camiones semis) y una planta de reciclado de plásticos de Buenos Aires; se cargaron más de 150 metros cúbicos de restos de cajones, redes, sogas y boyas plásticas, y fueron enviados al Puerto de Camarones. Estos residuos oceánicos fueron recuperados como insumos (pellets) de nuevos procesos productivos y empleados en la producción de cajones y pallets, haciendo posible la economía circular y la preservación del ecosistema de las islas del Atlántico Sur.

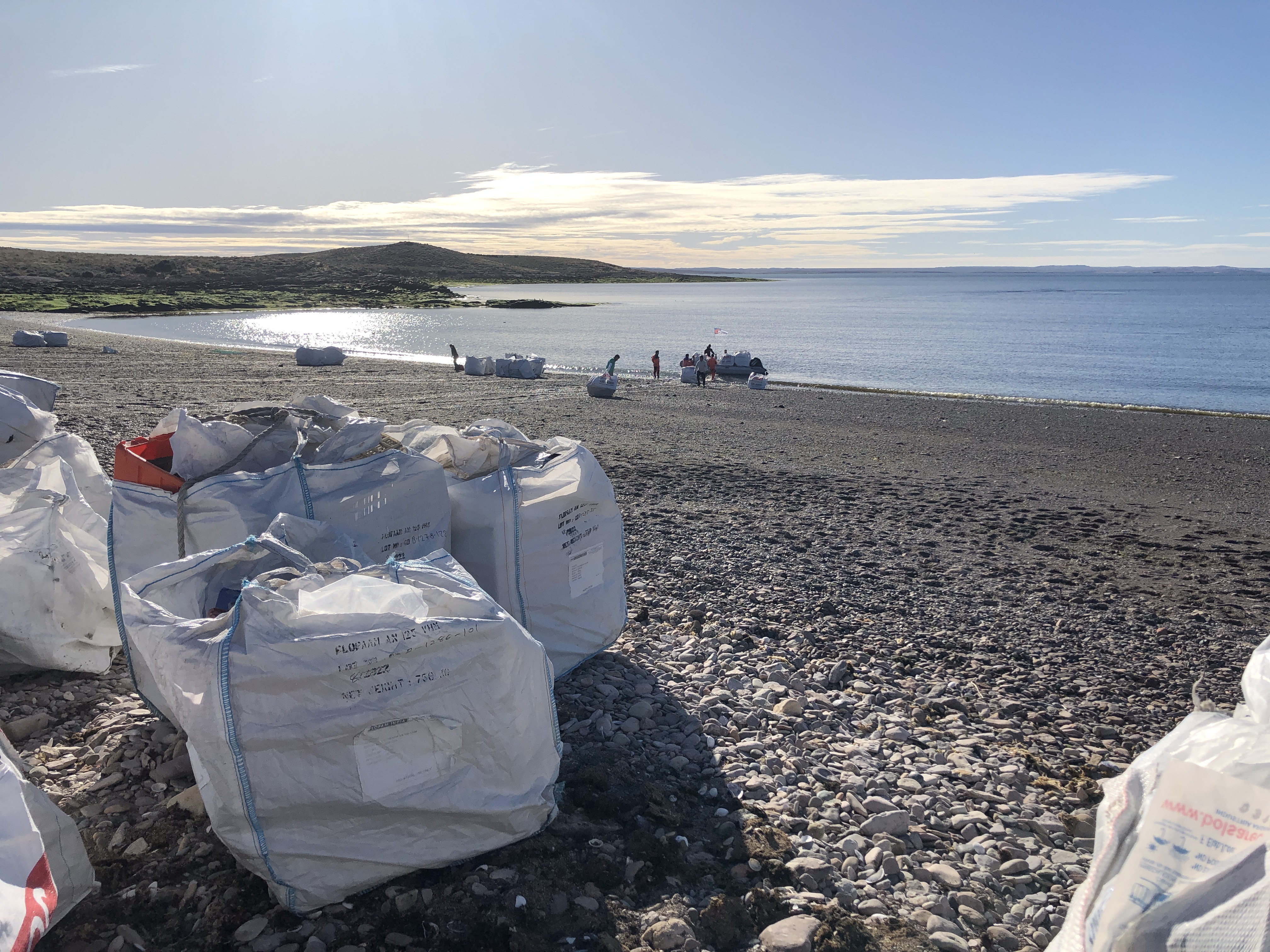
Tareas de carga de plásticos recuperados en Tova para enviar al Puerto de Camarones y luego a reciclaje